# Missionsbefalingen
Missionsbefalingen, undertiden også kaldet dåbsbefalingen, er betegnelsen for de afsluttende ord i Matthæusevangeliet i Det Nye Testamente.
I befalingen, der er Jesu sidste tale til sine disciple, giver han dem besked på at gå ud i verden for at tillade ikke-jøder at blive disciple.
Befalingen regnes for at være programerklæringen for al kristen mission og er således en af de mest betydningsfulde tekster i Bibelen.

## Befalingen
Befalingen findes i Matthæusevangeliet, kapitel 28, vers 16-20:
”Men de elleve disciple gik til Galilæa til det bjerg, hvor Jesus havde sat dem stævne. Og da de så ham, tilbad de ham, men nogle tvivlede. Og Jesus kom hen og talte til dem og sagde: ”Mig er givet al magt i himlen og på jorden. Gå derfor hen og gør alle folkeslagene til mine disciple, idet I døber dem i Faderens og Sønnens og Helligåndens navn, og idet I lærer dem at holde alt, som jeg har befalet jer. Og se, jeg er med jer alle dage indtil verdens ende.” 
Selve formuleringen er næppe Jesu ord, hvilket brugen af "Faderen og Sønnen og Helligånden" afslører. Det er først senere, at treenigheden som begreb blev etableret. Det er også stærkt tvivlsomt, at de 11 apostle rent faktisk forkyndede for ikke-jøder. Fortolkningen af missionsbefalingen er ændret med tiden, så man fra slutningen af 1700-tallet snarere har forstået den som en eviggyldig opfordring til mission end som Jesu ord.
Lignende formuleringer findes i Markusevangeliet, kapitel 16, vers 14-20, i Lukasevangeliet, kapitel 24, vers 44-53, i Johannesevangeliet, kapitel 20, vers 19-23 og i Apostlenes Gerninger, kapitel 1, vers 4-12. Det er dog versionen fra Matthæusevangeliet, der oftest citeres.
Det mest radikale i befalingen er befalingen om at gå ud til alle folkeslag. Jødedommen var på mange måder etnocentrisk og lagde ikke vægt på forkyndelse, idet den hovedsageligt inkluderede mennesker, der var født ind i troen. Ved at befale at budskabet skal forkyndes for alle kunne kristendommen udvikle sig fra at være en jødisk sekt til en verdensomspændende religion.
Gennem historien har de fleste kristne trossamfund anset netop forkyndelsen for alle folkeslag, dåben og undervisningen som de centrale opgaver og endda hele grundlaget for missionen. Eksempelvis fastslår Lausannebevægelsen i Lausannepagten, at "verdensevangeliseringen forudsætter, at hele kirken bringer hele evangeliet ud til hele verden". I sin tale til verdensbønnedagen 13. april 2008 opfordrede paven de kristne til at bruge tid til at meditere over indholdet i missionsbefalingen.